# Daði Guðmundsson
Daði Guðmundsson, född okänt år, död 1563, var en isländsk bonde.
Daði var en rik och mäktig man och bodde i Snóksdalur i Dalasýsla på Västlandet. Han anslöt sig tidigt till reformationen och deltog verksamt i dess genomförande på Island. Som svåger till biskop Marteinn Einarsson kom han 1548 i konflikt med den katolske biskopen Jón Arason, som bannlyste honom. Ett par gånger sökte biskopen att överrumpla Daði, men förgäves på grund av dennes försiktighet och omfattande beväpning. Daði hade emellertid av den danske kungen uppmanats att gripa Jón. Då denne med sina två söner slog sig ned på en av Daðis gårdar, Sauðafell, för att där hålla rättarting mot Daði (den 2 oktober 1550), samlade denne snabbt folk, och med en överlägsen styrka angrep han sina motståndare, som sökte tillflykt i kyrkan. Där blev de tillfångatagna och förda till Snóksdalur, där de tre veckor senare utlämnades till den danska överheten. Daði ledsagade dem till Skálholt och närvarade vid deras avrättning, som han dock ogillade, men inte gjorde något allvarligt försök till att förhindra. 
Daði var en duglig man, men så lösaktig i sin leverne, att han tvingades söka nåd för hor. Då han 1543 fick andel i styrelsen av det indragna klostergodset, utnyttjade han tillfället till att berika sig själv. Han blev på ett sätt regeringens redskap; denna såg då även genom fingrarna med honom och framförde upprepade gånger sitt tack till honom för hans trohet i kampen mot Jón.